# Alla tiders hjältar
Alla tiders hjältar (engelska: Beau Hunks) är en amerikansk komedifilm med Helan och Halvan från 1931 regisserad av James W. Horne.

## Handling
Helan är förtvivlad. Hans älskade flickvän "Jeanie Weenie" har övergett honom. Och för att glömma allt går han med i Främlingslegionen, och han tar Halvan med sig. Men att glömma en kärlek är inte särskilt lätt.

## Om filmen
När filmen hade Sverigepremiär den 15 augusti 1932 på biografen Piccadilly gick den under titeln Stora skrällen!. Alternativa titlar till filmen är Alla tiders hjältar, Helan och Halvan i Främlingslegionen (1933), Helan och Halvans kärleksbekymmer, Den försmådde friaren (1970) och Alla tiders krigare (1970).
När filmen lanserades i Storbritannien gick den under titeln Beau Chumps.
Versionen som getts ut på VHS och DVD är en nedklippt nydistribution av filmen från 1937. Originalversionen från 1931 är försvunnen.
Filmen är en parodi på stumfilmen Beau Geste från 1926.
Handlingen i filmen kom att återanvändas i duons senare långfilm Vi fara till Sahara som utkom 1939, som var den första filmen duon gjorde utan Hal Roach. Charles B. Middleton som spelade kommendanten i denna film repriserade sin roll som kommendant i den senare filmen.

## Rollista (i urval)
- Stan Laurel – Stan (Halvan)
- Oliver Hardy – Ollie (Helan)
- Charles B. Middleton – kommendanten
- Tiny Sandford – legionärofficer
- Gordon Douglas – legionär vid Fort Arid
- Sam Lufkin – Riffian
- Marvin Hatley – Riffian
- Jack Hill – Riffian
- Bobby Dunn – Riffian
- James W. Horne – ledaren för "Riff-Raff"
- William Gillespie – Marconi Ally
- Baldwin Cooke – ny rekryt
- Bob Kortman – ny rekryt
- Billy Bletcher – ny rekryt
- Charlie Hall – ny rekryt
- Leo Willis – ny rekryt
- Jean Harlow – "Jeanie Weenie" (endast på fotografi)[2]